# Powhatan Apartments
Le Powhatan ou Powhatan Apartments est un immeuble d'appartements de luxe de 22 étages surplombant le lac Michigan et adjacent à Burnham Park dans le secteur de Kenwood à Chicago, dans l'État de l'Illinois (États-Unis).
Le bâtiment a été conçu par les architectes Robert S. DeGolyer et Charles L. Morgan en 1927-1929. 
Une grande partie des détails Art déco est attribuée à Morgan, associé à Frank Lloyd Wright. Les panneaux ornementaux en terre cuite du bâtiment présentent des scènes conventionnelles basées sur la culture amérindienne.

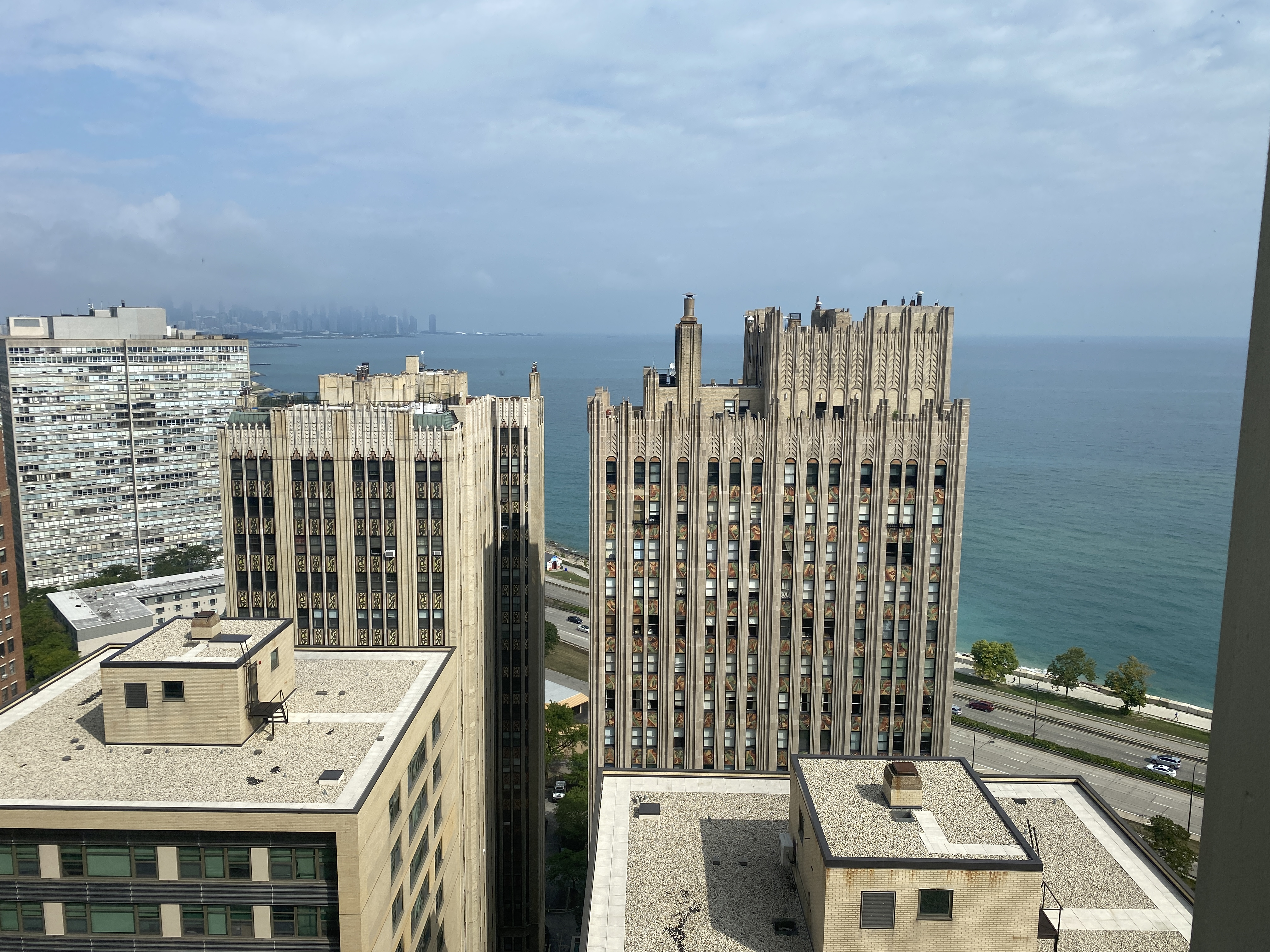
Les toits des Narragansett (à gauche) et des Powhatan Apartments (à droite) vus depuis Regents Park

Le bâtiment héberge les seuls opérateurs d'ascenseurs ouverts 24 heures sur 24 à Chicago. 
Il a été désigné Chicago Landmark (« monument de Chicago ») le 12 janvier 1993 par le conseil municipal de Chicago.